# Oliver Stapleton
Oliver Stapleton, född 12 april 1948 i London, är en engelsk filmfotograf.

## Filmografi i urval
- 1990 – Svindlarna
- 2000 – State and Main
- 2000 – Skicka vidare
- 2001 – Sjöfartsnytt
- 2003 – Ned Kelly
- 2005 – En dag i livet
- 2005 – Casanova
- 2006 – Bluffen
- 2008 – Hopplös och hatad av alla
- 2009 – The Proposal
- 2010 – Unthinkable
- 2010 – Don't Be Afraid of the Dark